# Wilhelm Strobel
Wilhelm Theodor Strobel (* 6. April 1931 in Pommelsbrunn; † 16. Mai 2010 in Diepholz) war ein deutscher Ökonom und Professor für Betriebswirtschaftslehre (BWL). Er war Inhaber des Lehrstuhls für Revisions- und Treuhandwesen (RuT) am Institut für Wirtschaftsprüfung und Steuerwesen an der Fakultät Wirtschafts- und Sozialwissenschaften der Universität Hamburg.

## Leben
Wilhelm Theodor Strobel war der Sohn des Methodistenpastors Wilhelm Balthasar Strobel und seiner Frau Anna Maria, geb. Häusler. Er wuchs im Nagoldtal im Schwarzwald und auf der Schwäbischen Alb auf und machte 1951 in Ebingen sein Abitur. Nach einer Kaufmannslehre nahm er 1954 sein Studium der Betriebswirtschaftslehre in Frankfurt am Main und Tübingen auf, das er 1957 in Frankfurt mit dem Diplom-Kaufmanns-Examen abschloss. 1958 begann er mit seiner Lehrtätigkeit an der Universität Münster, promovierte 1961 an der Rechts- und staatswissenschaftlichen Fakultät über Zinskosten und Beschäftigung und habilitierte über ein Steuerthema.
Von 1970 bis zu seiner Emeritierung 1994 war Strobel ordentlicher Professor für Revisions- und Treuhandwesen an der Universität Hamburg sowie Geschäftsführender Direktor des Seminars für Wirtschaftsprüfung und Steuerwesen. In mehr als 200 Veröffentlichungen entfaltete er eine über das Bilanzrecht und Rechnungswesen hinausgehende Publizität. Er kritisierte schwerwiegende Bilanzmängel bei der Anfang der 1980er Jahre zusammengebrochenen gewerkschaftseigenen Wohnungsgesellschaft Neue Heimat, enthüllte Details über das Medienimperium der SPD und schaltete sich in die Debatte um die Parteienfinanzierung ein.
Im Jahr 2001 veröffentlichte Carl-Christian Freidank als Herausgeber zum 70. Geburtstag von Wilhelm Strobel eine Festschrift mit dem Titel Die deutsche Rechnungslegung und Wirtschaftsprüfung im Umbruch.

## Schriften (Auswahl)
- Zinskosten und Beschäftigung. Münster 1961, DNB 481092986 (Zugleich: Universität Münster, Dissertation, 1961).
- Betriebswirtschaftslehre und Wissenschaftstheorie, in: Schmalenbachs Zeitschrift für betriebswirtschaftliche Forschung 20, 1968, S. 129–145.
- Betriebswirtschaftliche Steuerlehre und Betriebliche Steuerplanung, in: Willi Albers, Anton Zottmann: Handwörterbuch der Wirtschaftswissenschaft (HdWW), Vandenhoeck & Ruprecht, 1977, ISBN 3-525-10253-4, S. 270–293 und 386–398.
- Controlling und Finanzplanung, Schriften zur Unternehmensführung Bd. 26, hrsg. von Herbert Jacob, Gabler, Wiesbaden 1979, ISBN 3-409-79261-9.
- DM-Eröffnungsbilanz. Leitfaden für Unternehmer und Berater. Verlag Neue Wirtschafts-Briefe (NWB Verlag), Herne/Berlin 1990, ISBN 3-482-44761-6.
- Das neue Gesetz für die kleine Aktiengesellschaft und seine Anlegerbedeutung. In: Horst Albach, Werner Delfmann (Hrsg.): Dynamik und Risikofreude in der Unternehmensführung. Gabler, Wiesbaden 1995, S. 123–150 (Vorschau).
- Historische Entwicklung der Rechnungslegungspolitik. in: Carl-Christian Freidank (Hrsg.): Rechnungslegungspolitik. Eine Bestandsaufnahme aus handels- und steuerrechtlicher Sicht. Springer, Berlin 1998, S. 37–83 (online).